# 후루카와 슌타로
후루카와 슌타로(일본어: 古川 俊太郎 ふるかわ しゅんたろう[*], 1972년 1월 10일 ~ )는 일본의 기업인이며, 현재 닌텐도 대표이사 사장(제6대)이다. 부친은 일러스트레이터인 후루카와 다쿠이다.

## 인물
도쿄도 출신으로 도쿄 도립 구니타치 고등학교를 거쳐 1994년 와세다 대학 정치경제학부를 졸업했다. 그해 닌텐도에 입사한 후 경리 담당을 맡았다. 2012년에 주식회사 포켓몬 사외이사로 부임했다.
제5대 사장인 기미시마 다쓰미에 이어 유력한 차기 사장 후보로 거론되면서 기미시마가 사장직에 오른 2015년부터는 경영기획실장을 지냈다. 2016년 이사로 승진했고 상무집행임원, 경영기획실장, 경영총괄본부 관장, 글로벌 마케팅실 담당 등을 거쳤다.
2018년 3월 기준으로 실적이 호조를 이뤘기 때문에 사장 교체가 앞당겨졌으며 그해 6월에는 기미시마 사장의 퇴임에 따른 닌텐도 대표이사 사장으로 공식 취임했다. 제4대 사장이던 이와타 사토루가 사망한 이후에 벌어진 사내의 혼란이 또다시 벌어지지 않도록 방지하는 차원에서 기미시마 전 사장의 체제하에서 정비된 집단 경영 체제를 소프트웨어 개발 부문 수장인 다카하시 신야 전무, 하드웨어 부문 수장인 시오타 고 이사와 함께 물려받았다.
사장 내정과 관련한 기자회견에서 “이번 임원 인사는 최근 몇 년 동안 기미시마와 미야모토가 진행해온 차세대 집단 지도 체제로의 이행이며, 이 인사에 따른 현재 닌텐도가 추진 중인 경영 전략이 달라질 수 없다”라고 밝혔다.
게임기나 소프트웨어 판매 계획 수립에 참여했고 특히 닌텐도 스위치 인기에 큰 기여를 했다. 독일에 거점을 두고 있는 유럽 지사에서 약 10년간 근무했던 이력이 있을 정도로 해외 경험도 풍부하다.